# Обертребра
Обертребра (нем. Obertrebra) — община в Германии, в земле Тюрингия. 
Входит в состав района Веймар. Подчиняется управлению Бад Зульца. Население составляет 288 человек (на 31 декабря 2010 года). Занимает площадь 3,23 км².